# Zrzeszenie Studentów Polskich
Zrzeszenie Studentów Polskich (ZSP) – jedna z najstarszych organizacji studenckich działających w Polsce, która działa jako stowarzyszenie, i posiada status organizacji pożytku publicznego. Jego zadaniem jest kształtowanie wśród społeczności akademickiej postaw tolerancji, promocja kultury i sportu, oraz równego dostępu dla wszystkich do kształcenia wyższego. Intelektualne i naukowe aspiracje studentów znajdują swoje organizacyjne i materialne wsparcie w inicjatywach ZSP. Zrzeszenie Studentów Polskich jest członkiem Polskiej Rady Młodzieży, ściśle współpracuje z Polską Radą Organizacji Młodzieżowych, Stowarzyszeniem Ordynacka (byli członkowie ZSP) oraz Fundacją Komisji Historycznej Ruchu Studenckiego.

## Historia
Powstało w kwietniu 1950 w Warszawie. Decyzję o powstaniu organizacji podjął Kongres Studentów Polskich obradujący w auli Politechniki Warszawskiej w dniu 16 kwietnia 1950 I Kongres ZSP obradujący w dniach 17 i 18 kwietnia 1950 w sali Klubu Studenckiego „Medyk” w Warszawie, przyjął program i statut organizacji, wybrał władze naczelne. Przewodniczącym Rady Naczelnej ZSP został Sylwester Zawadzki.
Działalność ZSP w pierwszych latach istnienia, do 1956 zdominowana została przez takie sprawy jak warunki bytowe studentów (stypendia, domy akademickie, stołówki, służba zdrowia), warunki studiowania i odpoczynku, funkcjonowanie zespołów samopomocowych w nauce, zespołów artystycznych, problemy wczasów i sport. Po upadku stalinizmu w czasie przełamywania totalitarnych praktyk systemu w 1956, ZSP zachowało swoją strukturę organizacyjną, dokonując poważnych przewartościowań programowych. Organizacja wyzwoliła się z krępującego ją gorsetu kurateli politycznej i ograniczeń programowych. Wyrazami tego stanu rzeczy były rozwój i umacnianie się samorządności studenckiej na szczeblu wydziałów, uczelni, środowiska. Członkowie rad wybierani byli w wyborach bezpośrednich. W organizacji obowiązywała zasada rotacji; oznaczała ona, że dane funkcje sprawować można było najwyżej dwie kadencje. Inicjatywy ZSP w tych latach zaowocowały dynamicznym rozwojem różnorodności form działania i manifestacją zarówno kulturalną, naukowo-twórczą, jak i turystyczną. W granicach przewidzianych prawem, począwszy od lat 60., ZSP angażowało się w różne formy biznesu, handlu, marketingu, własnych przedsiębiorstw turystycznych i wypoczynkowych. Pomnażało to wypracowany własnymi siłami majątek organizacji służący dobru całego środowiska studenckiego. Dotyczyło to nade wszystko wakacyjnych hoteli studenckich, ośrodków turystyki, domów rehabilitacji, agencji pośrednictwa pracy, w tym korepetycji, nauczania języków obcych, poradnictwa ekonomicznego.
Ostatnim przewodniczącym ZSP w tej fazie jego istnienia był Stanisław Ciosek. W 1973, w ramach akcji sterowanej przez PZPR i wbrew woli większości członków ZSP, nastąpiło przekształcenie ZSP w organizację o nazwie Socjalistyczny Związek Studentów Polskich (SZSP). Podczas VIII Kongresu ZSP odbywającego się w Filharmonii Narodowej w Warszawie zdecydowano o połączeniu go z organizacjami ZMS i ZMW. W efekcie SZSP stał się jedyną legalną organizacją studencką (do chwili rejestracji Niezależnego Zrzeszenia Studentów w 1980). Przewodniczącym Zarządu Głównego SZSP został Eugeniusz Mielcarek. Działalność w tym okresie obejmowała kontynuację funkcji zawodowo-samopomocowych wraz z różnymi formami aktywności szkoleniowej i informacyjno-politycznej. Podczas stanu wojennego SZSP został rozwiązany.
W 1982 organizacja została reaktywowana pod dawną nazwą „Zrzeszenie Studentów Polskich”, co odbyło się w warunkach stanu wojennego. Organizacja straciła dotychczasowy masowy charakter, ale była nadal liczącą się siłą społeczną uczelni. 
Zmiany systemowe, jakie dokonały się w 1989, spowodowały ograniczenia dofinansowania organizacji. Utraciła ona część swojego majątku i znacząco spadła jej liczebność. W niektórych uczelniach organizacja przestała istnieć.

### Przewodniczący Rady Naczelnej ZSP
- 18 kwietnia 1950 – 22 kwietnia 1951 Sylwester Zawadzki (Uniwersytet Warszawski)
- 22 kwietnia 1951 – 5 listopada 1956 Ryszard Majchrzak (Uniwersytet Warszawski)
- 6 listopada 1956 – 24 marca 1960 Stefan Olszowski (Uniwersytet Łódzki)
- 27 marca 1960 – 11 lutego 1963 Czesław Wiśniewski (Uniwersytet Warszawski)
- 14 lutego 1963 – 4 stycznia 1966 Jerzy Kwiatek (Uniwersytet Warszawski)
- 6 stycznia 1966 – 10 lutego 1969 Jerzy Piątkowski (Uniwersytet Łódzki)
- 12 lutego 1969 – 26 marca 1973 Stanisław Ciosek (Uniwersytet Gdański)

W latach 1973–1982 jako Socjalistyczny Związek Studentów Polskich
- 22 listopada 1982 – 7 marca 1985 Cezary Droszcz (Politechnika Poznańska)
- 9 marca 1985 – 10 grudnia 1987 Antoni Dragan (Uniwersytet Jagielloński)
- 12 grudnia 1987 – 21 września 1990 Marek Józefiak (Politechnika Wrocławska)
- 23 września 1990 – 13 października 1992 Marcin Domański (Uniwersytet Kazimierza Wielkiego)
- 13 października 1992 – 14 listopada 1994 Marek Rojszyk (Politechnika Warszawska)
- 14 listopada 1994 – 18 listopada 1998 Marek Wikiński (Uniwersytet Warszawski)
- 18 listopada 1998 – 13 listopada 2000 Robert Niemiałkowski (Uniwersytet Marii Curie-Skłodowskiej w Lublinie)
- 13 listopada 2000 – 18 sierpnia 2001 Marek Szczerbowski (Politechnika Warszawska)
- 18 sierpnia 2001 – 21 stycznia 2006 Waldemar Zbytek (Uniwersytet Mikołaja Kopernika w Toruniu)
- 21 stycznia 2006 – 31 marca 2006 Mariusz Klimczak (Uniwersytet Śląski)
- 7 października 2006 – 30 czerwca 2008 Wojciech Baran (Uniwersytet Warmińsko-Mazurski w Olsztynie)
- 13 grudnia 2008 – 15 grudnia 2012 Patryk Stanisz (Zachodniopomorski Uniwersytet Technologiczny w Szczecinie)
- od 15 grudnia 2012 Łukasz Domagała (Wyższa Szkoła Bankowa w Poznaniu, Uniwersytet Przyrodniczy w Poznaniu)

## Działalność
Zrzeszenie Studentów Polskich jest największą organizacją studencką w kraju działającą na prawach stowarzyszenia, posiadającą status organizacji pożytku publicznego. Głównym celem organizacji jest wsparcie i pomoc dla środowiska akademickiego, które obejmuje m.in.:
inspirowanie aktywnego udziału środowiska studenckiego w życiu społecznym współudział w rozwiązywaniu problemów środowiska akademickiego i młodzieżowego, współdziałanie z odpowiednimi organami państwowymi, samorządowymi i związkowymi w zakresie profilowania, kształcenia i właściwego zatrudnienia absolwentów szkół wyższych, prowadzenie wśród uczniów szkół średnich preorientacji zawodowej oraz akcji adaptacyjnej dla absolwentów szkół średnich, kształtowanie pozytywnych postaw wobec kultury fizycznej, wspieranie oraz inicjowanie działań na rzecz środowiska studenckiego.

### Projekty krajowe realizowane w ramach działalności ZSP
Oprócz projektów uczelnianych ZSP realizuje akcje o charakterze ogólnopolskim:
- Festiwal Artystyczny Młodzieży Akademickiej FAMA – najbardziej znany projekt ZSP, czyli Festiwal Artystyczny Młodzieży Akademickiej (FAMA), cieszący się niezmienną popularnością od 40 lat. To największy i najbogatszy w środkach wyrazu studencki festiwal artystyczny w Polsce, o którego randze świadczy fakt, iż stał się on miejscem debiutu większości obecnych gwiazd polskiej estrady. FAMA to 2 tygodnie warsztatów pod okiem profesjonalistów, koncertów, happeningów, kabaretonów i innych imprez plenerowych, zwieńczonych koncertem finałowym.
- Primus Inter Pares – konkurs Primus Inter Pares, którego celem jest wskazanie akademickich prymusów i nadanie tytułu Najlepszego Studenta RP. W formule oceniania pod uwagę bierze się wysiłek i rezultaty pracy na uczelniach oraz aktywność społeczną kandydatów poza ich murami. Konkurs do 2006 włącznie organizowany był przez Zrzeszenie Studentów Polskich w dwóch etapach – na szczeblu regionalnym poprzez Rady Okręgowe i Uczelniane ZSP oraz na szczeblu ogólnopolskim, który wyłaniał laureata. Od 2004 został on rozbudowany o dodatkową część. Jest nią Primus Ekspert, w której poszerzono tradycyjną formę konkursu o wybór najlepszych studentów w 10 kategoriach.
- Akcja „Powitanie” – projekt stanowi akademicką akcję informacyjną szkolnictwa wyższego, pomaturalnego i policealnego w Polsce. Prowadzona jest przez 11 miesięcy na terenie całego kraju za pomocą nośników drukowanych i elektronicznych, mass mediów oraz w formie bezpośrednich spotkań z młodzieżą. Ma ona zachęcić maturzystów do kontynuowania edukacji i równocześnie oferować doradztwo przy dokonywaniu wyboru dalszej szkoły, dostosowanej do ich predyspozycji i oczekiwań. Istotnym jej założeniem jest także udzielanie pomocy świeżo przyjętym studentom w adaptacji do nowych warunków samodzielnego życia akademickiego.
- Festiwal Kina Amatorskiego i Niezależnego KAN – festiwal tworzony przez ludzi młodych, niezwiązanych z przemysłem filmowym. Można go uznać za jedno z najważniejszych wydarzeń kulturalnych we Wrocławiu. Przed rozpoczęciem festiwalu we wrocławskich kinach organizowane są pokazy przedpremierowe, natomiast po jego zakończeniu nagrodzone filmy zostają zaprezentowane na terenie całego kraju.

## Członkostwo
Członkiem Zrzeszenia Studentów Polskich może zostać każdy student szkoły wyższej. Osoba wstępująca do ZSP nabywa członkostwo po wypełnieniu i podpisaniu deklaracji członkowskiej oraz opłaceniu składki członkowskiej. Student danej uczelni należy do Rady Uczelnianej swojej uczelni lub w przypadku braku ZSP na jego uczelni do najbliższej jemu Rady Okręgowej ZSP. Członek zwyczajny ZSP ma prawo wybierać i być wybieranym do wszystkich władz ZSP, korzystać z wszelkich form działalności ZSP przy zachowaniu pierwszeństwa i ulg w korzystaniu ze wszystkich usług i dóbr wytwarzanych przez ZSP, uczestniczyć i wypowiadać się na posiedzeniach władz ZSP, oraz wnioskować o udzielenie pomocy we wszystkich sprawach należących do kompetencji ZSP. Zrzeszenie zarządzane jest w sposób demokratyczny i samorządny. Uchwały i decyzje władz podejmowane są zwykłą większością głosów z zastrzeżeniem przypadków odmiennie uregulowanych. Składki członkowskie regulowane są odrębnie przez każdą Radę Uczelnianą, ale w większości przypadku Rady Uczelniane nie wymagają ich opłacania.

## Struktura
W ZSP funkcjonują władze naczelne, okręgowe i uczelniane, które działają na podstawie statutu i uchwał. Najwyższą władzą ZSP jest Kongres ZSP, który zbiera się raz na trzy lata. Delegatów na Kongres ZSP wybiera się w obwodach wyborczych, którymi są Rady Uczelniane ZSP. W miastach akademickich, w których funkcjonuje więcej niż jedna Rada Uczelniana, powołuje się Radę Okręgową ZSP. Kadencja władz okręgowych trwa dwa lub trzy lata. Podstawową jednostką ZSP jest Rada Uczelniana ZSP, którą powołuje co najmniej 15 studentów z jednej uczelni lub filii, zgodnie z regulaminem RN ZSP. Najwyższą władzą ZSP w uczelni lub jej filii jest Konferencja Uczelniana ZSP. Do kompetencji Konferencji Uczelnianej ZSP należy wybór Plenum RU ZSP, wybór Prezydium RU ZSP (w tym Przewodniczącego, co najmniej jednego Wiceprzewodniczącego i członków Prezydium), które wchodzi w skład Plenum RU ZSP. Kadencja władz uczelnianych wynosi jeden rok akademicki. Środki finansowe na działalność programową i organizacyjną ZSP uzyskiwane są ze składek członkowskich, spadków, darowizn, ofiarności publicznej, dotacji, subwencji i działalności gospodarczej.

## Rady Okręgowe i Uczelniane

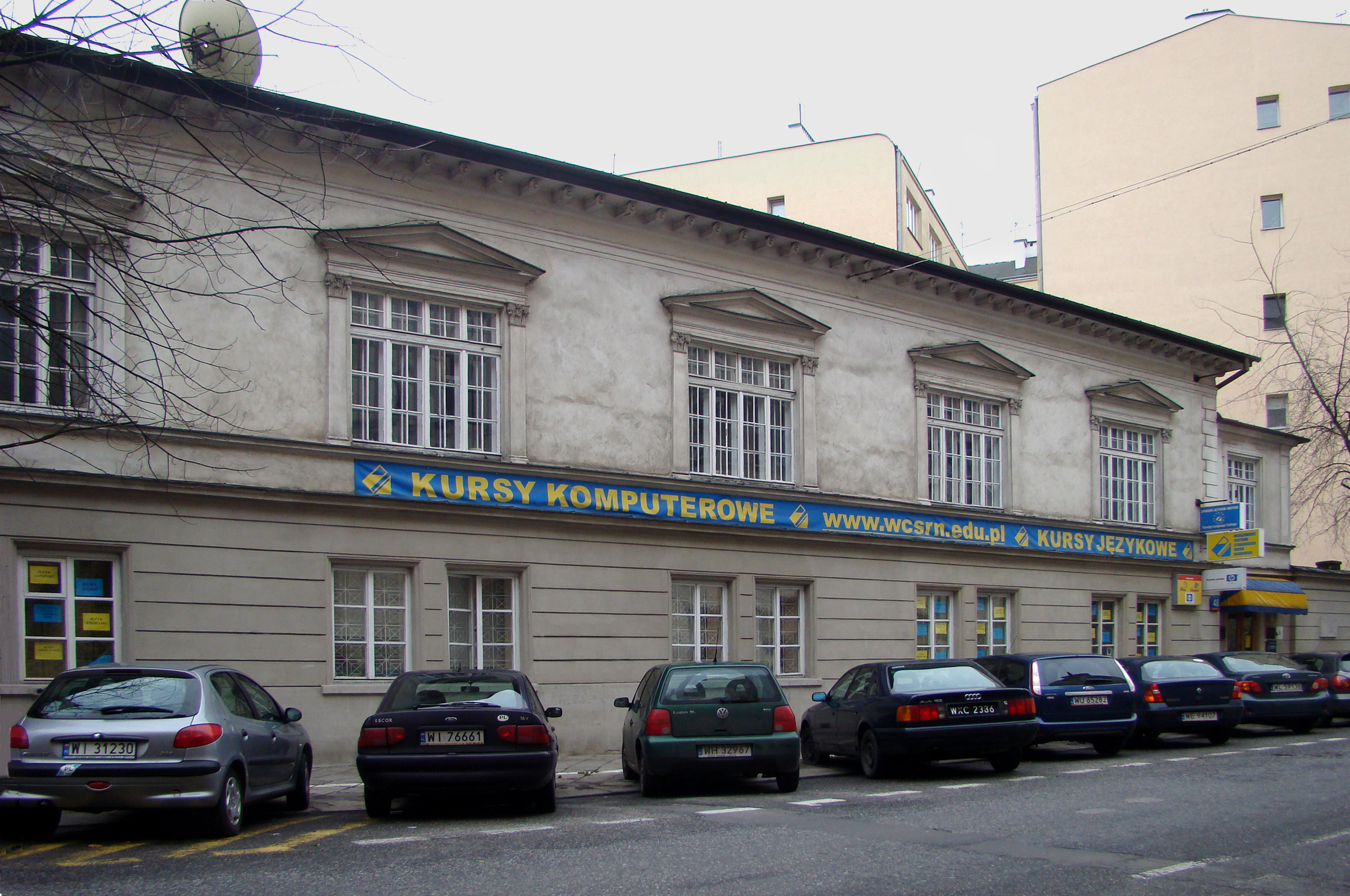
Siedziba Rady Naczelnej ZSP w Warszawie (ul. Mokotowska 48)

### Rada Okręgowa ZSP w Częstochowie
- Rada Uczelniana ZSP Akademia im. Jana Długosza w Częstochowie
- Rada Uczelniana ZSP Politechnika Częstochowska

Rada Okręgowa ZSP w Katowicach
- Rada Uczelniana ZSP Politechnika Śląska
- Rada Uczelniana ZSP Uniwersytet Śląski
- Rada Uczelniana ZSP Śląska Akademia Medyczna
- Rada Uczelniana ZSP Akademia Wychowania Fizycznego
- Rada Uczelniana ZSP Akademia Muzyczna
- Rada Uczelniana ZSP Akademia Sztuk Pięknych

### Rada Okręgowa ZSP w Krakowie
- Rada Uczelniana ZSP Akademia Górniczo-Hutnicza

Rada Uczelniana ZSP Uniwersytet Jagielloński
- Rada Uczelniana ZSP Uniwersytet Rolniczy w Krakowie
- Rada Uczelniana ZSP Uniwersytet Ekonomiczny w Krakowie
- Rada Uczelniana ZSP Uniwersytet Pedagogiczny w Krakowie
- Rada Uczelniana ZSP Politechnika Krakowska

### Rada Okręgowa ZSP w Poznaniu
- Rada Uczelniana ZSP Uniwersytet Ekonomiczny w Poznaniu

### Rada Okręgowa ZSP w Radomiu
- Rada Uczelniana ZSP Uniwersytet Technologiczno-Humanistyczny im. Kazimierza Pułaskiego w Radomiu

### Rada Okręgowa ZSP w Rzeszowie
- Rada Uczelniana ZSP Uniwersytet Rzeszowski

### Rada Okręgowa ZSP w Szczecinie
- Rada Uczelniana ZSP Politechnika Szczecińska
- Rada Uczelniana ZSP Uniwersytet Szczeciński

### Rada Okręgowa ZSP w Trójmieście
- Rada Uczelniana ZSP Gdański Uniwersytet Medyczny
- Rada Uczelniana ZSP Akademia Morska w Gdyni
- Rada Uczelniana ZSP Uniwersytet Gdański
- Rada Uczelniana ZSP Politechnika Gdańska

### Rada Okręgowa ZSP w Warszawie
- Rada Uczelniana ZSP Szkoła Główna Handlowa
- Rada Uczelniana ZSP Uniwersytet Warszawski
- Rada Uczelniana ZSP Politechnika Warszawska

### Rada Okręgowa ZSP we Wrocławiu
- Rada Uczelniana ZSP Uniwersytet Ekonomiczny we Wrocławiu
- Rada Uczelniana ZSP Uniwersytet Wrocławski